# Dolný Smokovec

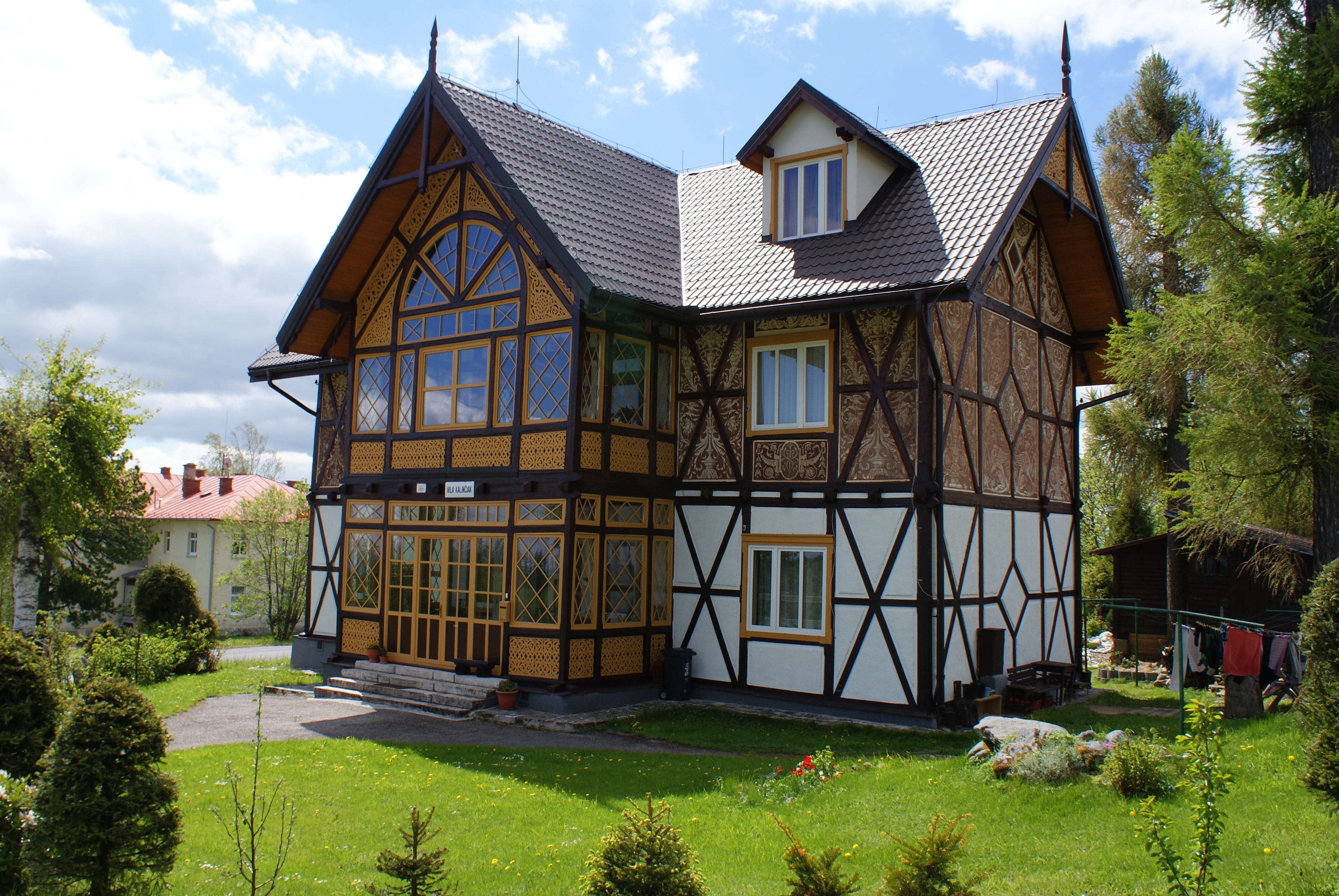
Villa Kalinčiak im Ort

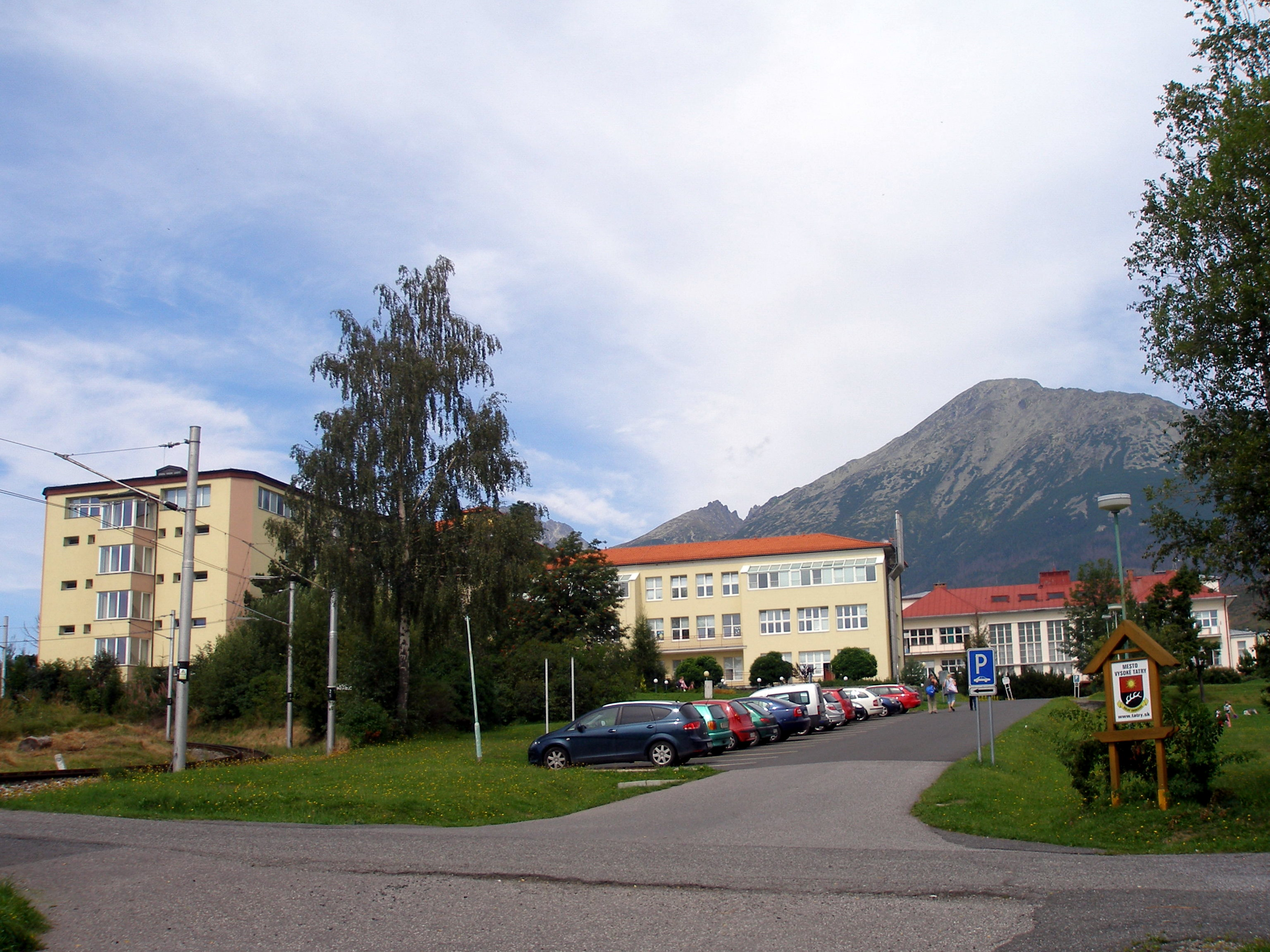
Gebäude des Kindersanatoriums

Wappen von Dolný Smokovec

Dolný Smokovec (älter slowakisch Nižný Smokovec; deutsch Unterschmecks, ungarisch Alsótátrafüred) ist ein Stadtteil der Stadt Vysoké Tatry und Kurort auf der slowakischen Seite der Hohen Tatra. Das Ortszentrum liegt auf einer Höhe von 890 m n.m. und liegt etwas abseits von den anderen „Smokovec“ genannten Orten (Nový Smokovec, Starý Smokovec und Horný Smokovec), südlich des Straßenzugs Cesta Slobody auf dem Weg zum Nachbarort Nová Lesná. Unterhalb des eigentlichen Orts befindet sich die neuere Siedlung Pod lesom.
Der Ort entstand durch die Initiative des Käsmarker Lehrers Jozef Bohuš, der ein Grundstück auf einem Moor nahe drei kohlensäurenhaltigen Quellen, die als Grützkocher bekannt waren, von der Gemeinde Nová Lesná (deutsch Neuwalddorf) pachtete, mit der Absicht, eine Herberge für einkommensschwächere Sozialschichten und Jugendliche zu errichten, als Gegenpol zum bereits bestehenden Kurort Starý Smokovec (deutsch Altschmecks) mit bürgerlicher Klientel. Als sein Projekt wegen finanzieller Schwierigkeiten ins Stocken kam und auf wenig Interesse traf, veräußerte er den Bau an die Kesmarker Bank AG, die die Unterkunft vollendet hatte, die entgegen der ursprünglichen Absicht aber gerade für das Bürgertum bestimmt war. In der Folgezeit entstanden Villen für Mitglieder des ungarischen Adels, wie z. B. aus den Familien Széchenyi und Zichy. 1893 wurde ein Badehaus unter Heranziehung des Moors und der Quellen gebaut. Bis zur Jahrhundertwende entstanden hier sieben Gebäude mit 250 Zimmern. Behandelt wurden unter anderen Frauenkrankheiten, Blutarmut und Bleichsucht, Rückenmarks- und Nervenkrankheiten und Verdauungsbeschwerden. 1916 verkaufte die Bank den Kurort an das Ungarische Invalidenamt, das hier ein Lazarett für lungenkranke Soldaten etablierte.
Nach dem Ersten Weltkrieg wurde hier ein Kindersanatorium eingerichtet, dem 1931 eine moderne Heilanstalt mit Pavillons für Chirurgie und innere Medizin sowie eine Schule hinzugebaut wurden. Heute werden dort nichtspezifische Erkrankungen der Atemwege behandelt. 1958 wurde unterhalb des Kurorts die Siedlung Pod lesom gebaut.
Architektonisch ist die hölzerne römisch-katholische Erlöserkirche (slowakisch Kostol Najsvätejšieho Spasiteľa, ursprüngliches Patrozinium Hl. Stephan und Ladislaus) aus dem Jahr 1890 sowie mehrere Fachwerkhäusern vom Architekten Gedeon Majunke interessant. Hierzu zählen die Villa Kalinčiak (Baujahr 1884, ursprünglicher Name Aesculap), Villa Kollár (ursprünglich Reh), Villa Mudroň (ursprünglich Gemse), Villa Sládkovič (ursprünglich Auerhahn) und Villa Hollý (ursprünglich Turteltaube).
In Dolný Smokovec befinden sich die Haltestellen Dolný Smokovec und Pod Lesom an der Elektrischen Tatrabahn und die Bushaltestelle Vysoké Tatry, Dolný Smokovec, motorest. Durch den Ort verläuft die Cesta III. triedy 3081 („Straße 3. Ordnung“) von Horný Smokovec heraus und die fortsetzende Cesta III. triedy 3081 nach Poprad über Nová Lesná und Veľký Slavkov. Westlich der Bahnstrecke passiert die Cesta II. triedy 534 („Straße 2. Ordnung“) von Starý Smokovec nach Poprad, mit einer direkten Anbindung an die acht Kilometer entfernte Autobahn D1 und den nahen Flughafen Poprad-Tatry.